# 资本主义体系金字塔
资本主义制度金字塔（英語：Pyramid of Capitalist System）是1911年美国批判资本主义的讽刺漫画的通称，其原始版权来自俄罗斯的传单画。图解重点是按社会阶级和经济不平等划分的社会阶层。该讽刺漫画变种版本出现率极高，且存在大量的衍生作品。
该漫画发表于世界产业工人控股的美國国际出版公司发行于1911年的《产业工人》杂志。
图片显示字面的社会金字塔或等级制，少数极度富有的权贵位于社会的最顶端，而与之相反的是贫穷的民众位于社会的最底层。位于顶层典型的钱袋代表着资本主义，“我们统治你们”这一层代表着国家领导人和王室或是类似于王室的作用一类人，在它们下面的是“我们愚弄你们”代表着宗教人士，接下来的“我们镇压你们”代表着军队，而“我们鱼肉你们”代表着资产阶级。而社会最底层的被压着的则是农民和工人。
该传单中的漫画是1901年由俄罗斯社会主义者联盟成员尼古拉斯·洛霍夫针对俄羅斯帝国等级制度的所设计的讽刺漫画。原始图片显示工人用他们的背将金字塔支撑：“时机到了，愤怒的人们会用有力的肩膀挺直腰背并放倒政治建筑值得注意的是，俄罗斯1901年原始版本和美国1911年衍生版本之间的区别包括：用钱袋代替俄罗斯帝国的黑鹰、俄羅斯沙皇和沙皇夫人被更通用的三位人物（君主和穿西装的国家领导人）取代、三位東正教神職人員中的兩位分別被天主教樞機（紅衣主教）和新教牧師代替、俄罗斯帝国军队由一支更为普通的士兵小队替換，工人们也不再弯曲和妥协。在两张照片中，倒下的儿童或童工象征着工人的困境。另一个共同点是工人中间竖起红旗，象征着社会主义运动的兴起。
图像的基本信息是对资本主义制度的批判，资本主义制度具有权力和财富的等级制度。它说明工人阶级正在支撐其他所有人，如果工人阶级的支撐自这种制度中消失，现有的社会秩序將會崩塌。这种对资本主义的批评归因于法国社会主义者路易·布朗。